# Cameron Bancroft
Cameron Bancroft (Winnipeg, 17 maggio 1967) è un attore canadese.

## Biografia
Figlio di un avvocato e un'infermiera, ha una sorella maggiore e un fratello minore.
Cameron Bancroft ha studiato recitazione al California Institute of the Arts nel periodo tra la fine degli anni ottanta e l'inizio degli anni novanta, ed è stato un alunno della Handsworth Secondary School.
Fu scelto per giocare a hockey nella squadra Kamloops Blazers della Western Hockey League prima di avere un incidente durante un'escursione.
Nel 1994 ha fatto parte della squadra di hockey delle celebrità della NHL.
Bancroft si è sposato nel 1999 e da questo matrimonio ha avuto un figlio nel 2000 e una figlia nel 2002.

## Carriera
Bancroft è diventato famoso grazie alla sua interpretazione in Beverly Hills 90210 nel ruolo di Joe Bradley dal 1995 al 1996.
Nel 2005 ha fatto la guest star nella quarta stagione nella serie televisiva 24 interpretando il ruolo di Lee Castle in 9 episodi.
Bancroft è apparso come ospite in molte serie televisive. Nel 2005 ha interpretato il ruolo di Charles Ingalls nella miniserie televisiva La casa nella prateria. Ha anche interpretato il ruolo del demone Cryto nell'episodio "L'eterna giovinezza" della seconda stagione della serie Streghe.
Nell'episodio "Hello, Cruel World" della settima stagione di Supernatural, Bancroft ha interpretato il ruolo del Dr. Gaines, posseduto da un Leviatano.

## Filmografia

### Cinema
- Il ragazzo che sapeva volare (The Boy Who Could Fly), regia di Nick Castle (1986)
- Rock 'n' Roll High School Forever, regia di Deborah Brock (1991)
- Il ragazzo pon pon (Anything for Love), regia di Michael Keusch (1993)
- La natura ambigua dell'amore (Love & Human Remains), regia di Denys Arcand (1993)
- Premonizione omicida (Dream Man), regia di René Bonnière (1995)
- Sleeping Together, regia di Hugh Bush (1997)
- Los Angeles senza meta (L.A. Without a Map), regia di Mika Kaurismäki (1998)
- Mistery, Alaska, regia di Jay Roach (1999)
- Jack simpatica canaglia!! (MVP 2: Most Vertical Primate), regia di Robert Vince (2001)
- Standard Time, regia di Robert Cary (2002)
- Simple Things, regia di Andrew C. Erin (2007)
- Guida per babysitter a caccia di mostri (A Babysitter's Guide to Monster Hunting), regia di Rachel Talalay (2020)

### Televisione
- General Hospital – serie TV, episodi sconosciuti (fine anni ottanta)
- L'allegra banda di Nick (The Beachcombers) – serie TV, 60 episodi (1987-1990)
- 83 Hours 'Til Dawn, regia di Donald Wrye – film TV (1990)
- Vietnam addio (Tour of Duty) – serie TV, 1 episodio (1990)
- Cose dell'altro mondo (Out of This World) – serie TV, 1 episodio (1991)
- The Round Table – serie TV, 1 episodio (1992)
- Highlander – serie  TV, 2 episodi (1993-1994)
- La guerra di Eddie (Moment of Truth: To Walk Again), regia di Randall Zisk – film TV (1994)
- Moment of Truth: Broken Pledges, regia di Jorge Montesi – film TV (1994)
- Per amore di Nancy (For the Love of Nancy), regia di Paul Schneider – film TV (1994)
- Dietro il silenzio di mio figlio (A Family Divided), regia di Donald Wrye – film TV (1995)
- The Other Mother: The Tailhook Scandal, regia di Bethany Rooney – film TV (1995)
- She Stood Alone: The Tailhook Scandal, regia di Larry Shaw – film TV (1995)
- Zoya, regia di Richard A. Colla – film TV (1995)
- Pericolo estremo (Extreme) – serie TV, 7 episodi (1995)
- Beverly Hills 90210 – serie TV, 23 episodi (1995-1996)
- The Cape – serie TV, 17 episodi (1996-1997)
- Il coraggio del cuore (To Brave Alaska), regia di Bruce Pittman – film TV (1996)
- Il prezzo del perdono (Convinctions), regia di Joyce Chopra – film TV (1997)
- Streghe (Charmed) – serie TV, 1 episodio (2000)
- Code Name: Eternity – serie TV, 26 episodi (2000)
- Special Unit 2 – serie TV, 1 episodio (2001)
- Liddy faccia d'angelo (She's No Angel), regia di Rachel Feldman – film TV (2001)
- The New Beachcombers, regia di Brad Turner – film TV (2002)
- Protezione testimoni! (The Crooked E: The Unshredded Truth About Enron), regia di David Winning – film TV (2002)
- Lo scandalo Enron (He Sees You When You're Sleeping), regia di Penelope Spheeris – film TV (2003)
- Undercover Christmas, regia di Nadia Tass – film TV (2003)
- Le chiavi del cuore (I Want to Marry Ryan Banks), regia di Sheldon Larry – film TV (2004)
- A Beachcombers Christmas, regia di Anne Wheeler – film TV (2004)
- Jake 2.0 – serie TV, 1 episodio (2004)
- The Collector – serie TV, 1 episodio (2005)
- La casa nella prateria (Little House on the Praire) - miniserie TV, 6 episodi (2005)
- 24 – serie TV, 9 episodi (2005)
- Reunion – serie TV, 1 episodio (2005)
- Beautiful People – serie TV, 1 episodio (2005)
- CSI: Miami – serie TV, 1 episodio (2005)
- Hockeyville – serie TV, 7 episodi (2006)
- 11 settembre - Tragedia annunciata (The Path to 9/11), regia di David L. Cunningham – film TV (2006)
- Don't Cry Now, regia di Jason Priestley – film TV (2007)
- Left Coast, regia di Michael McGowan – film TV (2008)
- La rabbia di una donna (The Love of Her Life), regia di Robert Malenfant – film TV (2008)
- Ad ovest del Montana (Mail Order Bride), regia di Anne Wheeler – film TV (2008)
- Flirting with Forty - L'amore quando meno te lo aspetti (Flirting with Forty), regia di Mikael Salomon – film TV (2008)
- Tornado Valley, regia di Andrew C. Erin – film TV (2009)
- Smallville – serie  TV, 1 episodio (2009)
- L'anello di Sophia (Ring of Deceit), regia di Jean-Claude Lord – film TV (2009)
- To the Mat, regia di Robert Iscove – film TV (2011)
- Eureka – serie TV, 1 episodio (2011)
- R. L. Stine's The Haunting Hour – serie TV, 4 episodi (2011)
- Supernatural – serie TV, 3 episodi) (2011)
- Blackstone – serie  TV, 5 episodi (2012)
- Hannah's Law, regia di Rachel Talalay – film TV (2012)
- Psych – serie TV, 1 episodio (2013)
- Motive – serie TV, 1 episodio (2013)
- Profile for Murder, regia di Terry Ingram – film TV (2013)
- C'era una volta (Once Upon a Time) – serie TV, 1 episodio (2015)

## Doppiatori italiani
Nelle versioni in italiano delle opere in cui ha recitato, Cameron Bancroft è stato doppiato da: 
- Vittorio Guerrieri in Liddy faccia d'angelo, La casa nella prateria, Beautiful People
- Francesco Prando ne Lo scandalo Enron, Motive
- Andrea Lavagnino in Smallville
- Luca Violini ne Il ragazzo pon pon
- Gianni Bersanetti in La natura ambigua dell'amore
- Riccardo Rossi in Beverly Hills 90210
- Massimiliano Alto in Code Name: Eternity
- Patrizio Prata in Jake 2.0
- Roberto Certomà in 24
- Sergio Lucchetti in Supernatural
- Stefano Santerini in Psych
- Fabrizio Russotto in C'era una volta